# Cao An, Nghi Xuân
Cao An (chữ Hán giản thể: 高安市, âm Hán Việt: Cao An thị) là một thành phố cấp huyện thuộc địa cấp thị Nghi Xuân, tỉnh Giang Tây, Cộng hòa Nhân dân Trung Hoa. Thành phố này có diện tích 2439,33 ki-lô-mét vuông, dân số 830.000 người. Mã số bưu chính của thành phố là, mã vùng điện thoại là 0795. 

## Hành chính
Cao An được chia ra làm 23 đơn vị hành chính cấp hương, gồm 2 nhai đạo, 19 trấn và 2 hương. Ngoài ra thành phố này còn quản lí 7 đơn vị tương đương cấp hương khác.
- Nhai đạo: Thụy Châu (瑞州街道), Quân Dương (筠阳街道)
- Trấn: Lam Phường (蓝坊镇), Hà Lĩnh (荷岭镇), Hoàng Sa Cương (黄沙岗镇), Tân Nhai (新街镇), Bát Cảnh (八景镇), Độc Thành (独城镇), Thái Dương (太阳镇), Kiến Sơn (建山镇), Điền Nam (田南镇), Tương Thành (相城镇), Khôi Phụ (灰埠镇), Thạch Não (石脑镇), Long Đàm (龙潭镇), Dương Vu (杨圩镇), Thôn Tiền (村前镇), Ngũ Kiều (伍桥镇), Tường Phù (祥符镇), Đại Thành (大城镇), Hoa Lâm Sơn (华林山镇)
- Hương: Thượng Hồ (上湖乡), Uông Gia Vu (汪家圩乡)

Đơn vị ngang cấp hương khác
- Khu quản lí công nghiệp thế kỉ mới thành phố Cao An (高安市新世纪工业城管委会)
- Cục quản lí khoáng sản Anh Cương Lĩnh (英岗岭矿务局)
- Công ty TNHH khoáng sản mỏ Bát Cảnh - Giang Tây (江西八景煤矿有限公司)
- Công ty công nghiệp Tân Mậu Thực (江西新茂实业公司)
- Khu khai khẩn Tương Thành (相城垦殖场)
- Cục quản lí công trình đập chứa nước thượng du (上游水库工程管理局)
- Trại giam Thụy Châu (江西省瑞州监狱)